# 臺中市第十三期市地重劃區
臺中市第十三期市地重劃區（簡稱十三期重劃區，官方稱 十三期大慶市地重劃）位於臺灣臺中市南區、南屯區。鄰近豐樂雕塑公園、中山醫學大學、臺中市烏日九德地區區段徵收區，位於環中路六段與建國北路口以北之烏日區範圍（住3及公14用地），預計併同九德區段徵收案施工，但其區位在廣義上亦為十三期重劃區。

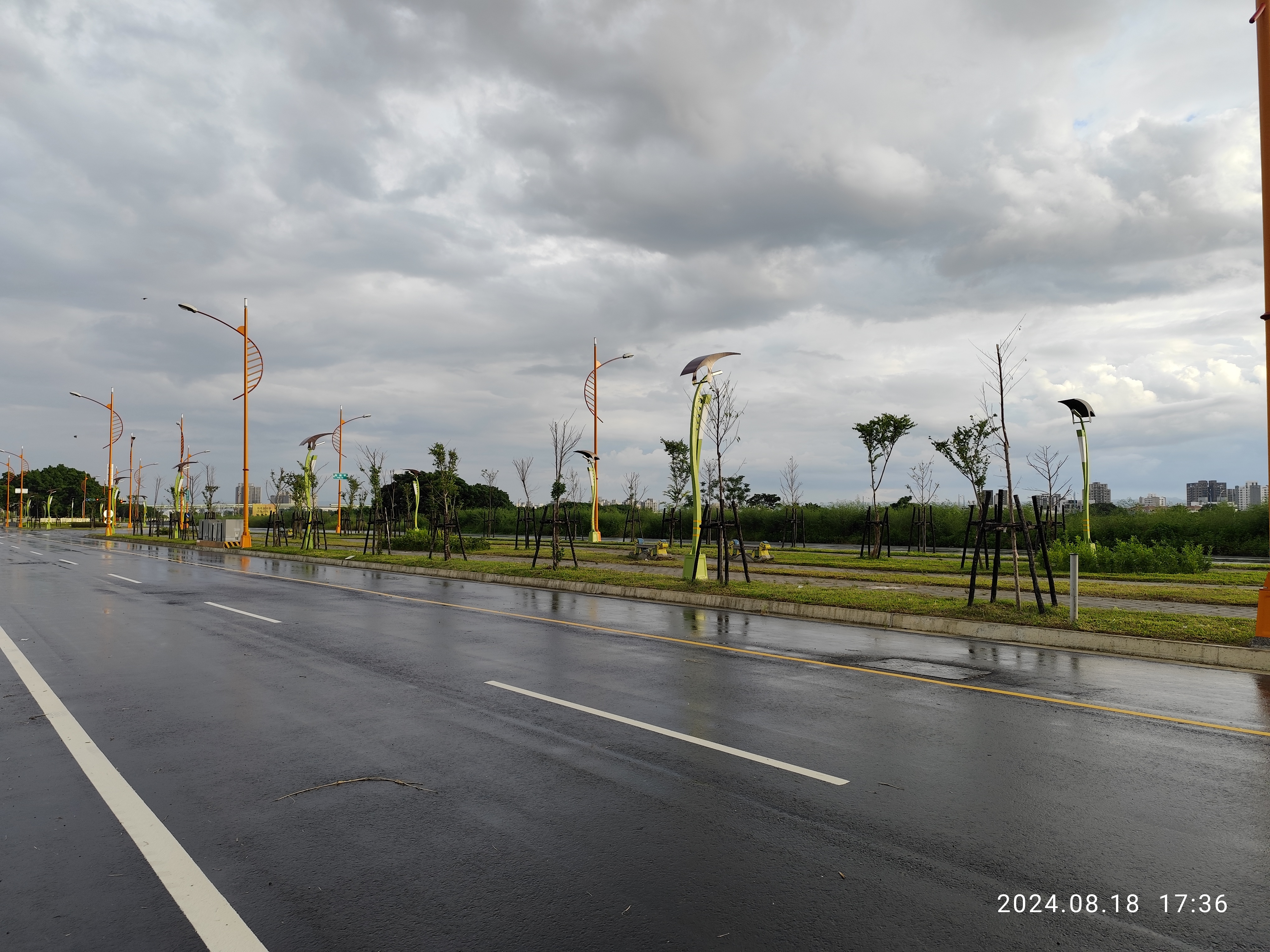
臺中市第十三期市地重劃區內重要道路──益豐路二段與中間人行綠帶

## 簡介
為整體開發區第6、7兩單元的範圍。該重劃區範圍內發掘出麻糍埔遺址。

## 開發範圍
- 東：西川一路
- 西：環中路、永春東三路、益豐路、黎明路
- 南：建國北路
- 北：文心南七路、永順路、向心南路、東興路、三民西路

### 工程規劃
- 第一區：面積約83公頃
- 第二區
- 第三區
- 第四區

## 地區建設

### 橋樑[5][6]
- 一號橋：玉音橋，紀念嘉慶年間地方樂善好施的開發先驅曾玉音，橋上道路為東興路一段

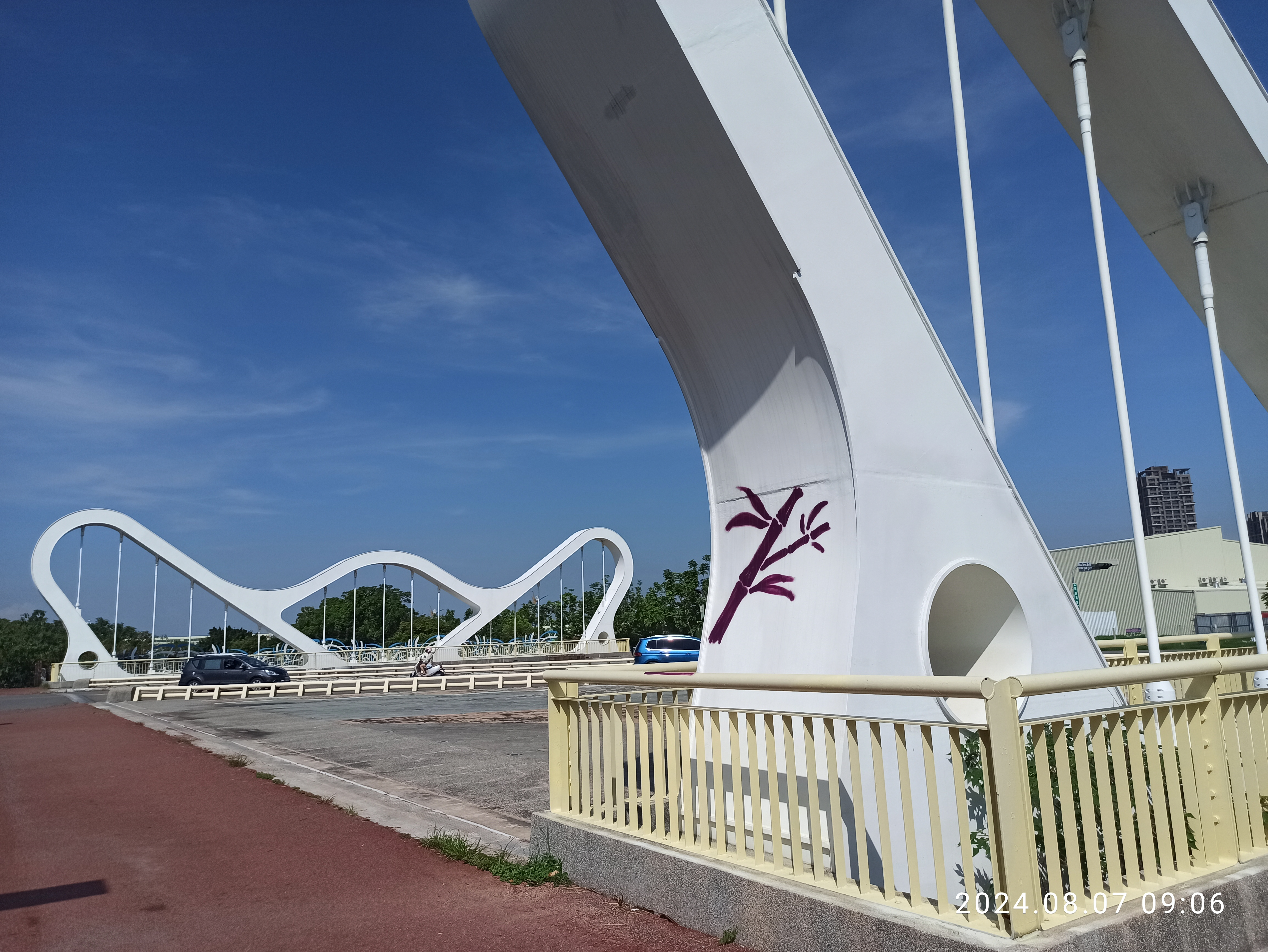
玉音橋（一號橋），橋上道路東興路一段，跨越土庫溪

- 二號橋：遶境橋，旱溪媽祖遶境十八庄的文化古道，橋上道路為永順路

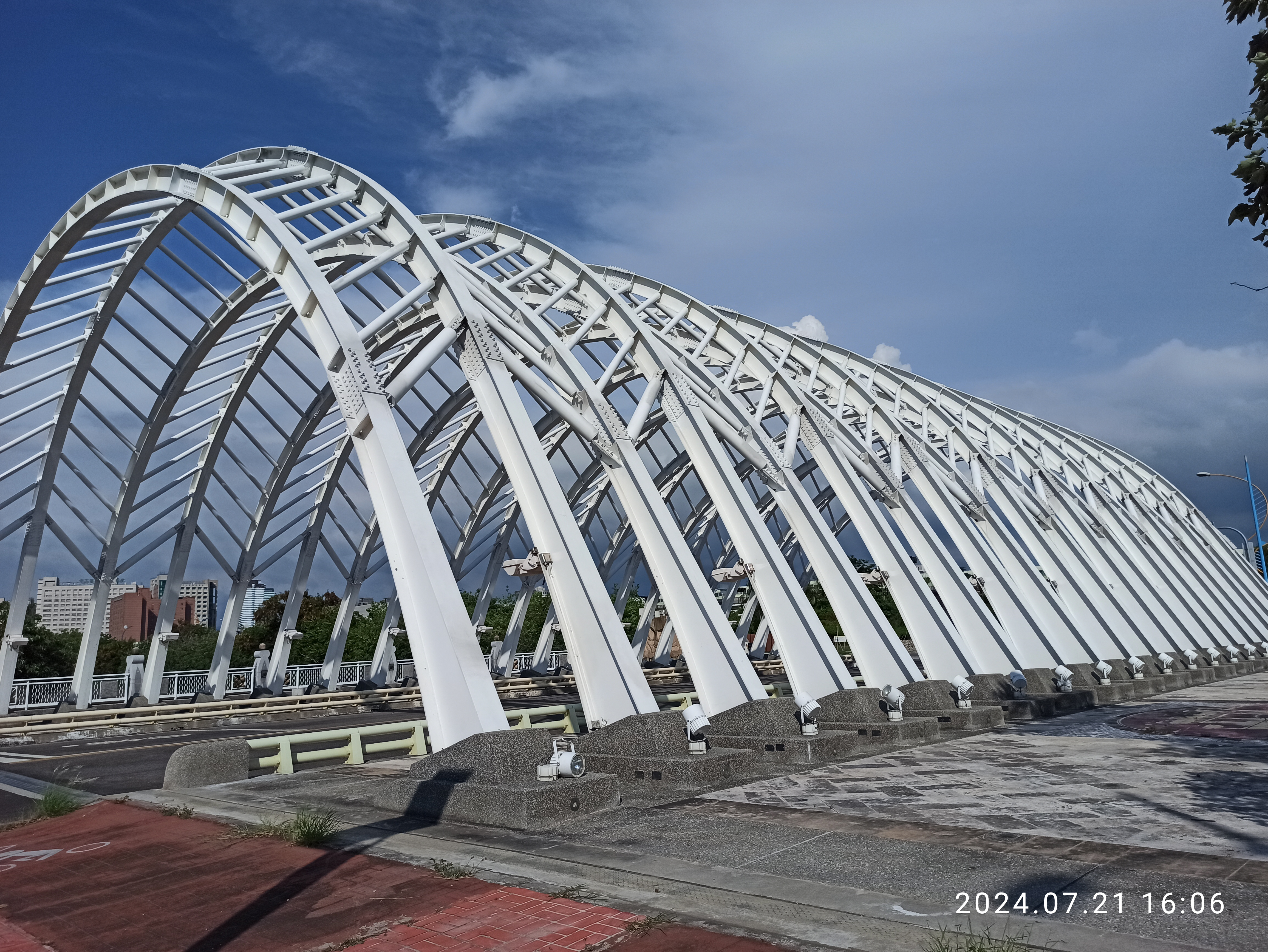
禾豐橋（四號橋），橋上道路龍富路二段至一段，跨越土庫溪

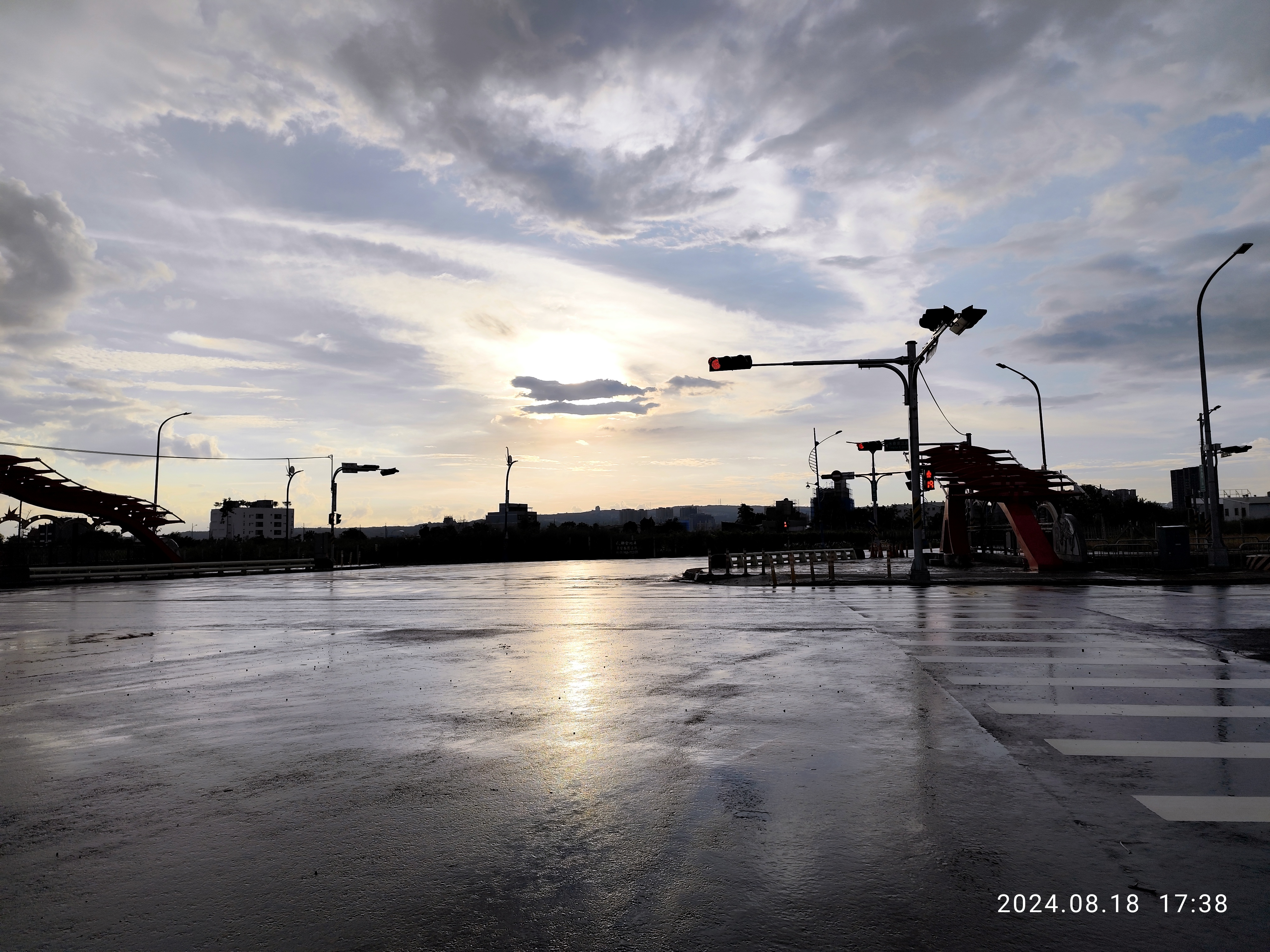
人本橋（五號橋），橋上道路益豐路二段，跨越楓樹腳溪（南屯溪）

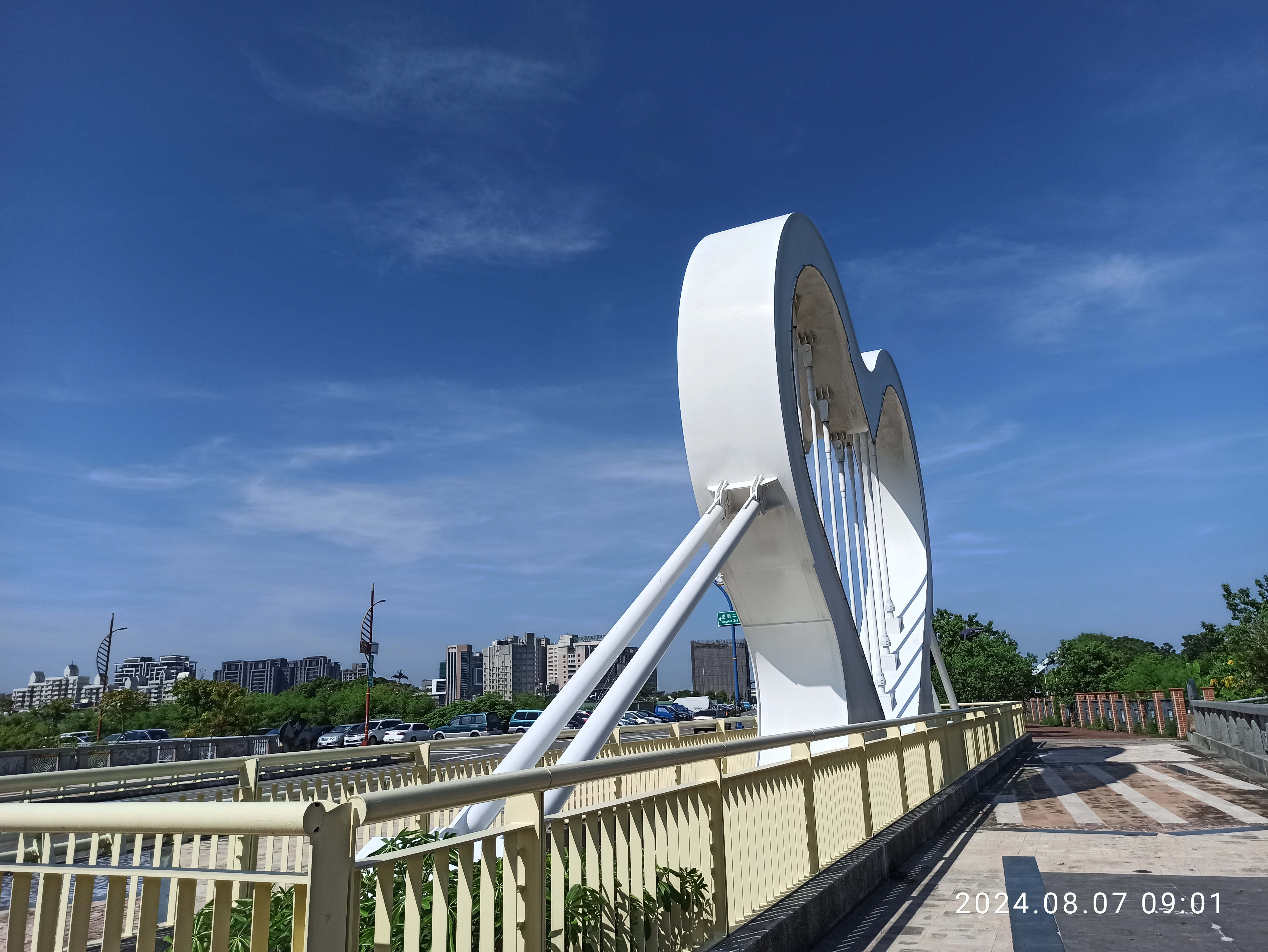
西川橋（六號橋），橋上道路為慶順路，跨越西川公園

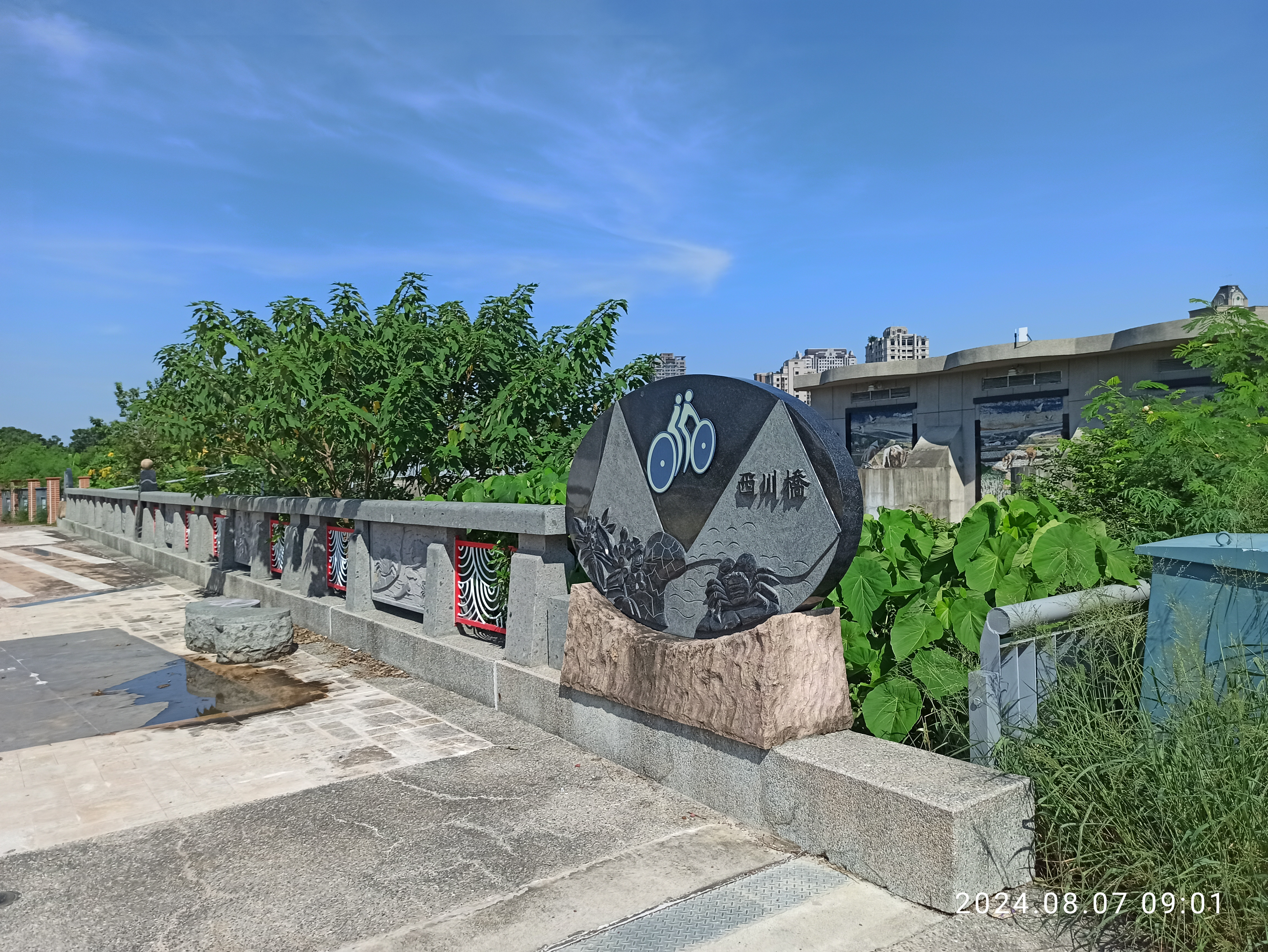
西川橋橋名標示

- 三號橋：舞蝶橋，橋上道路為益豐路二段至一段
- 四號橋：禾豐橋，橋上道路為龍富路二段至一段

- 五號橋：人本橋，橋上道路為益豐路二段

- 六號橋：西川橋，橋上道路為慶順路

- 七號橋：崇倫橋，橋上道路為東興二街
- 八號橋：楓林橋，橋上道路為龍富路二段

### 公園

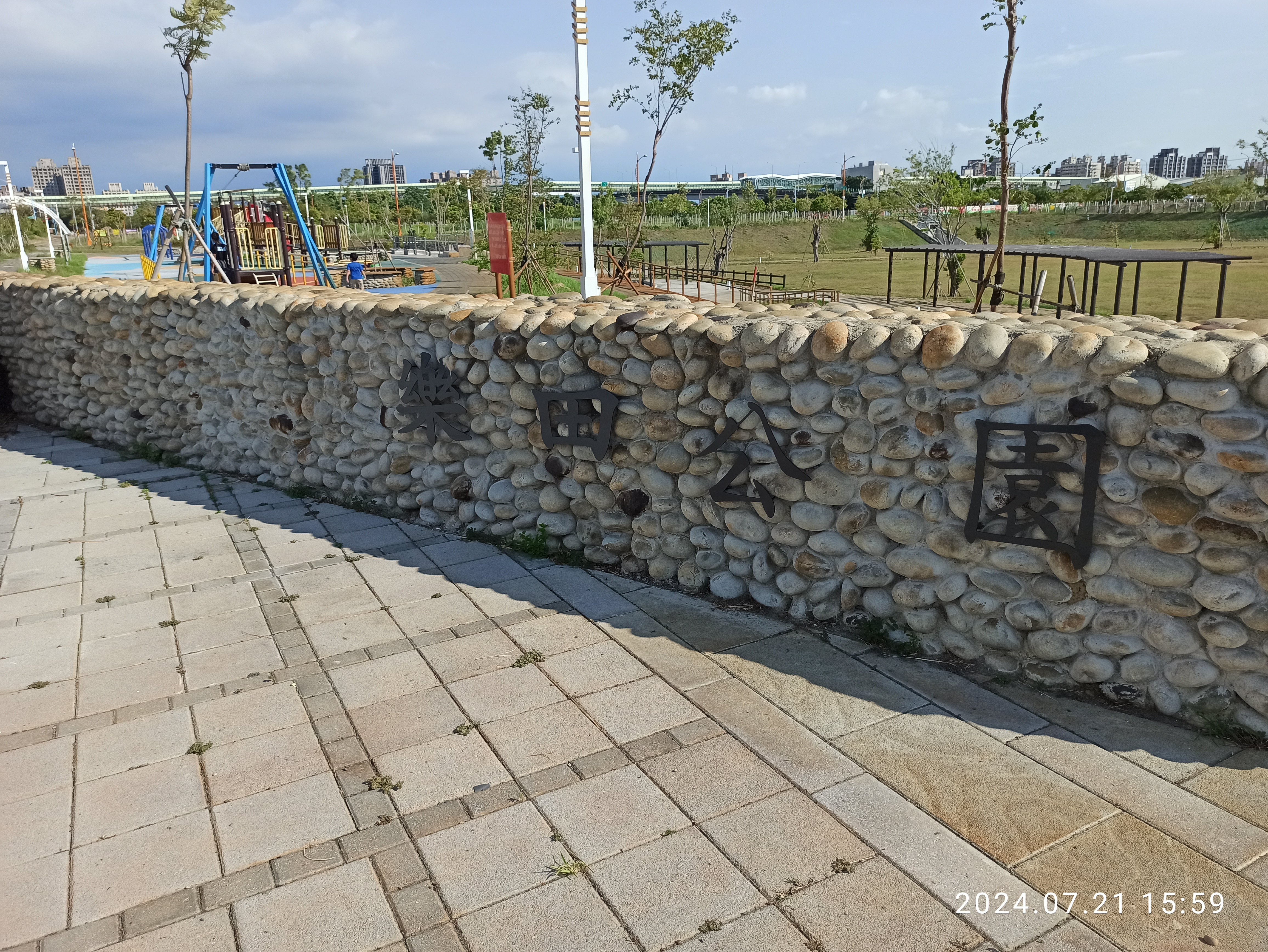
民國113年的樂田公園

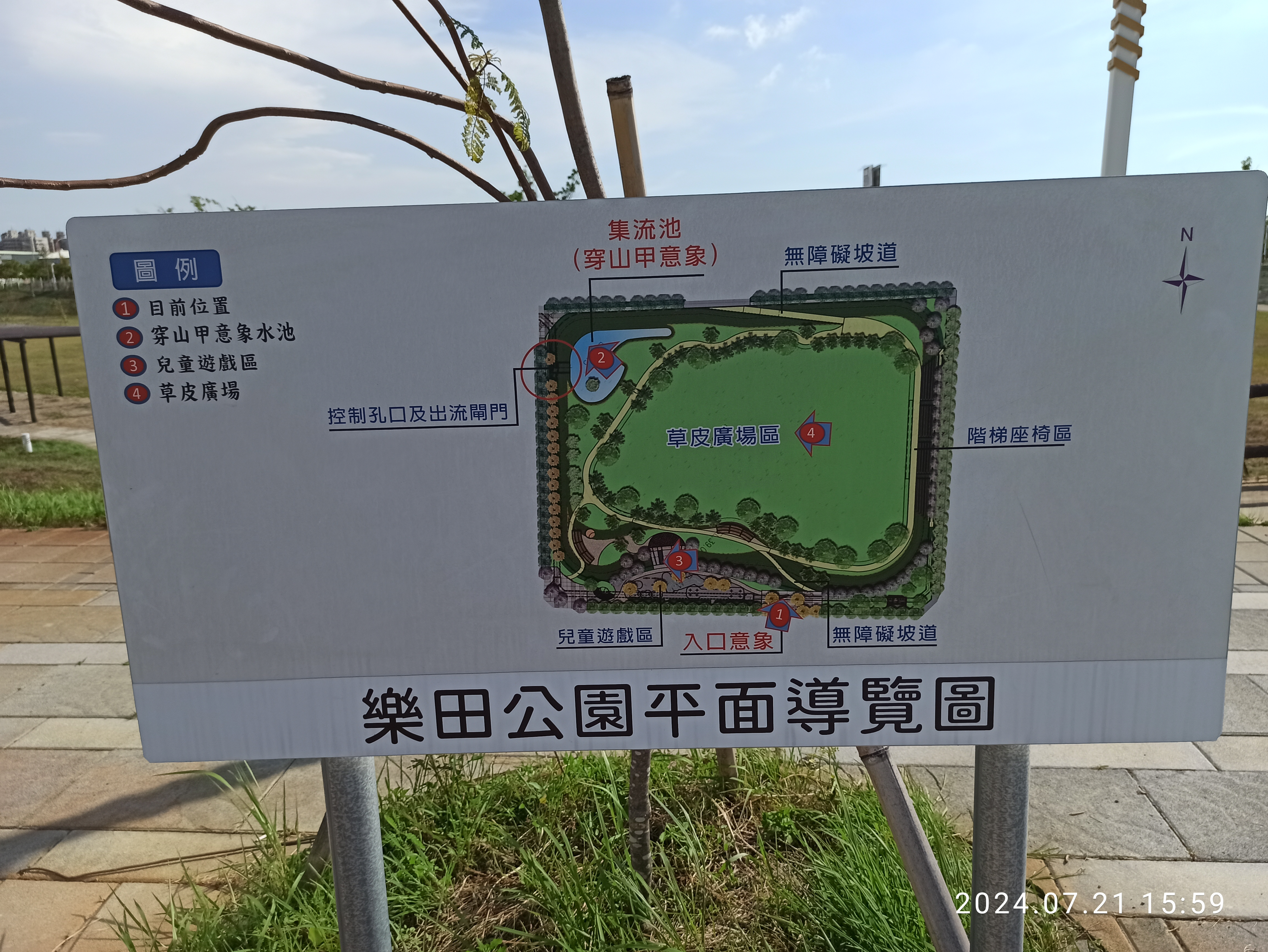
樂田公園平面導覽圖（舊版）

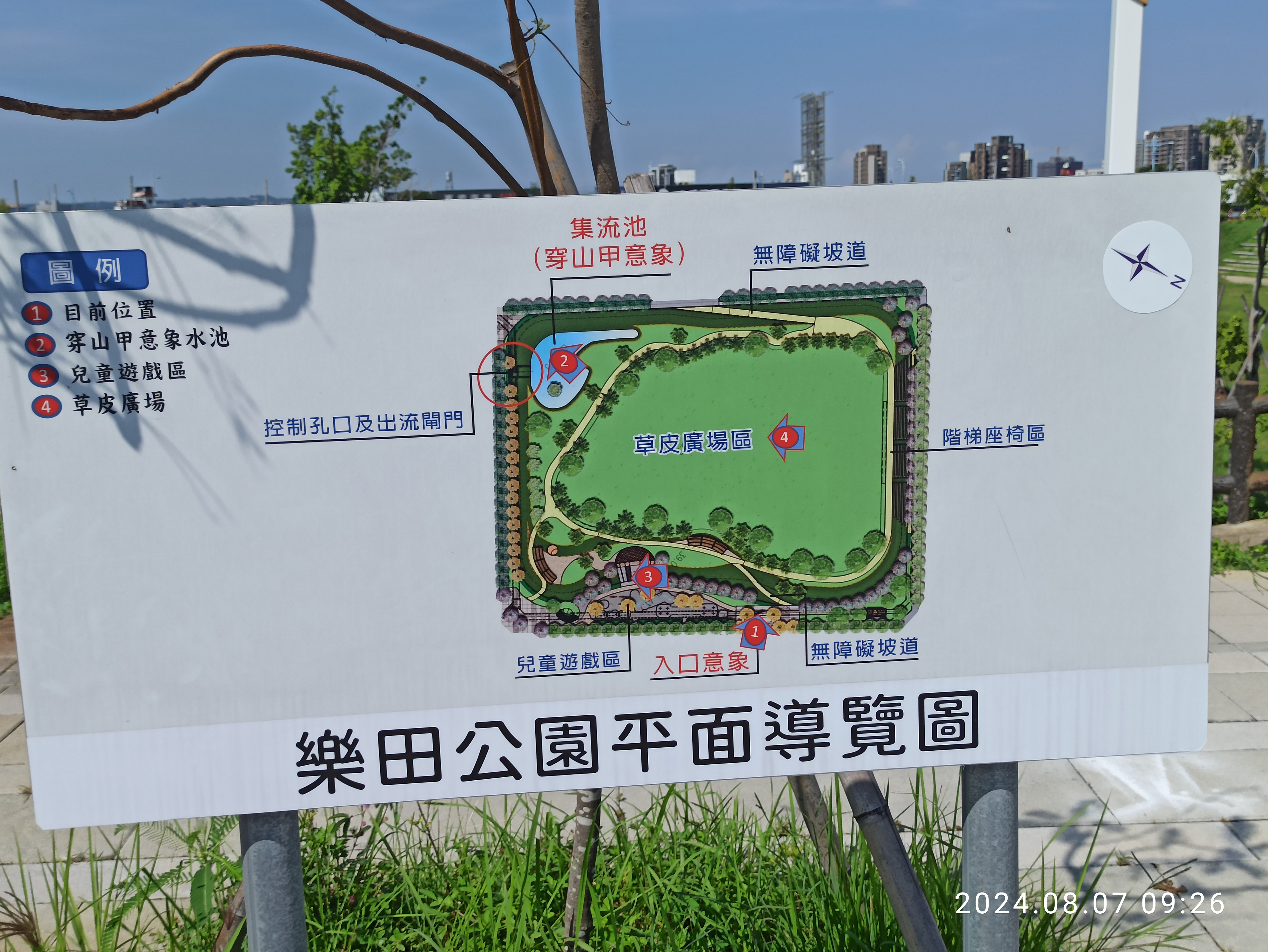
樂田公園平面導覽圖（新版）

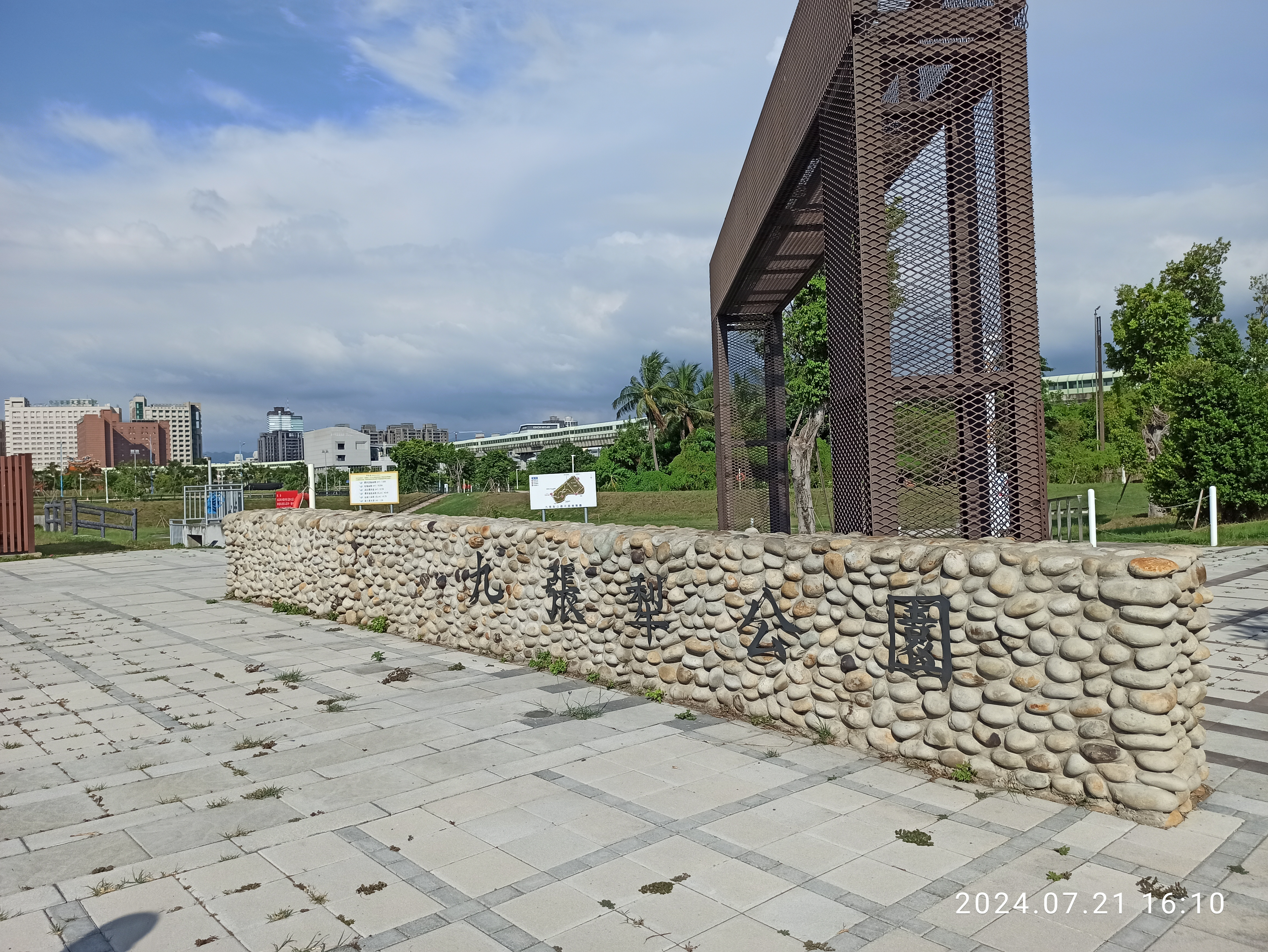
民國113年的九張犁公園

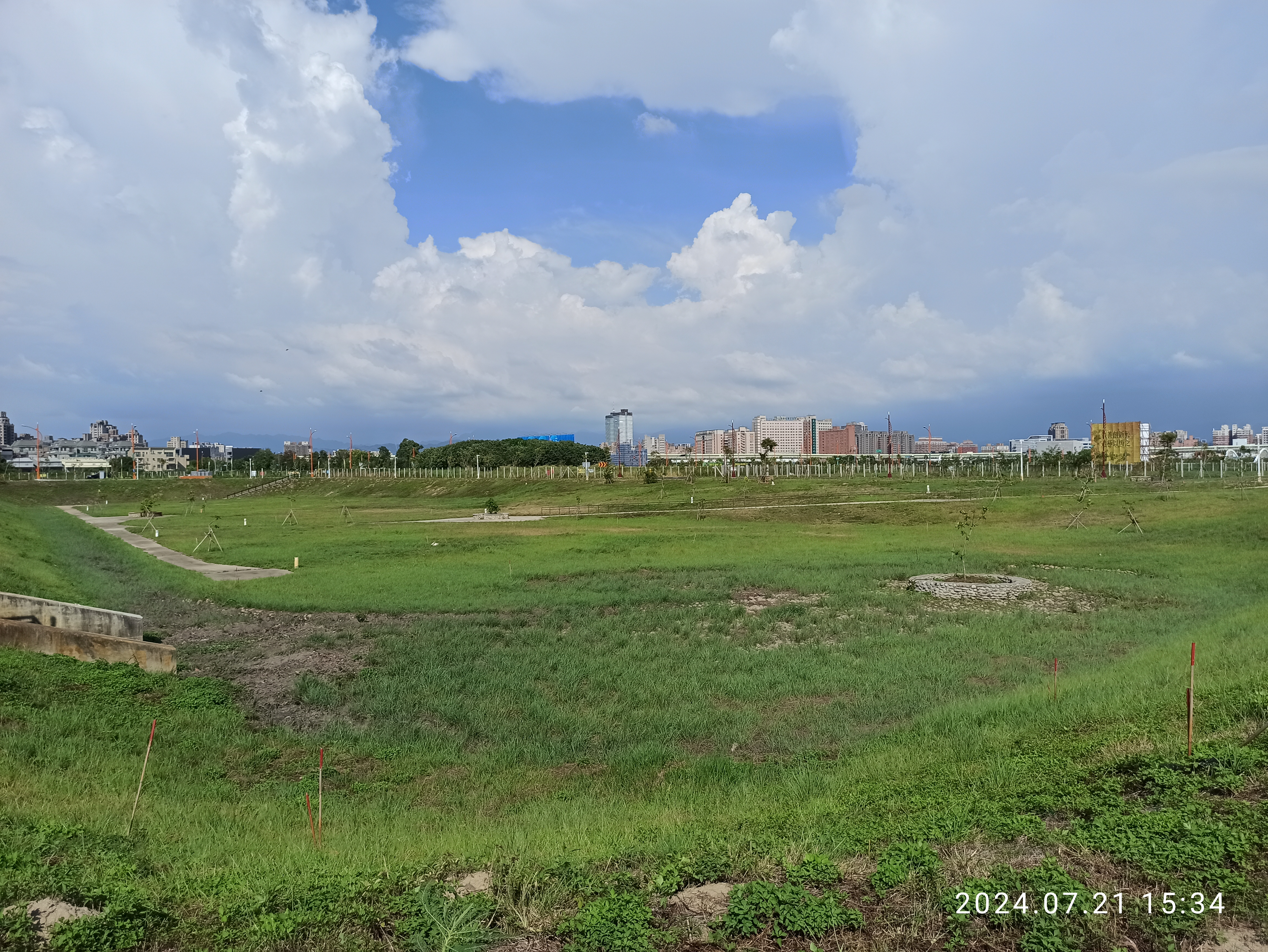
民國113年的麻糍埔公園

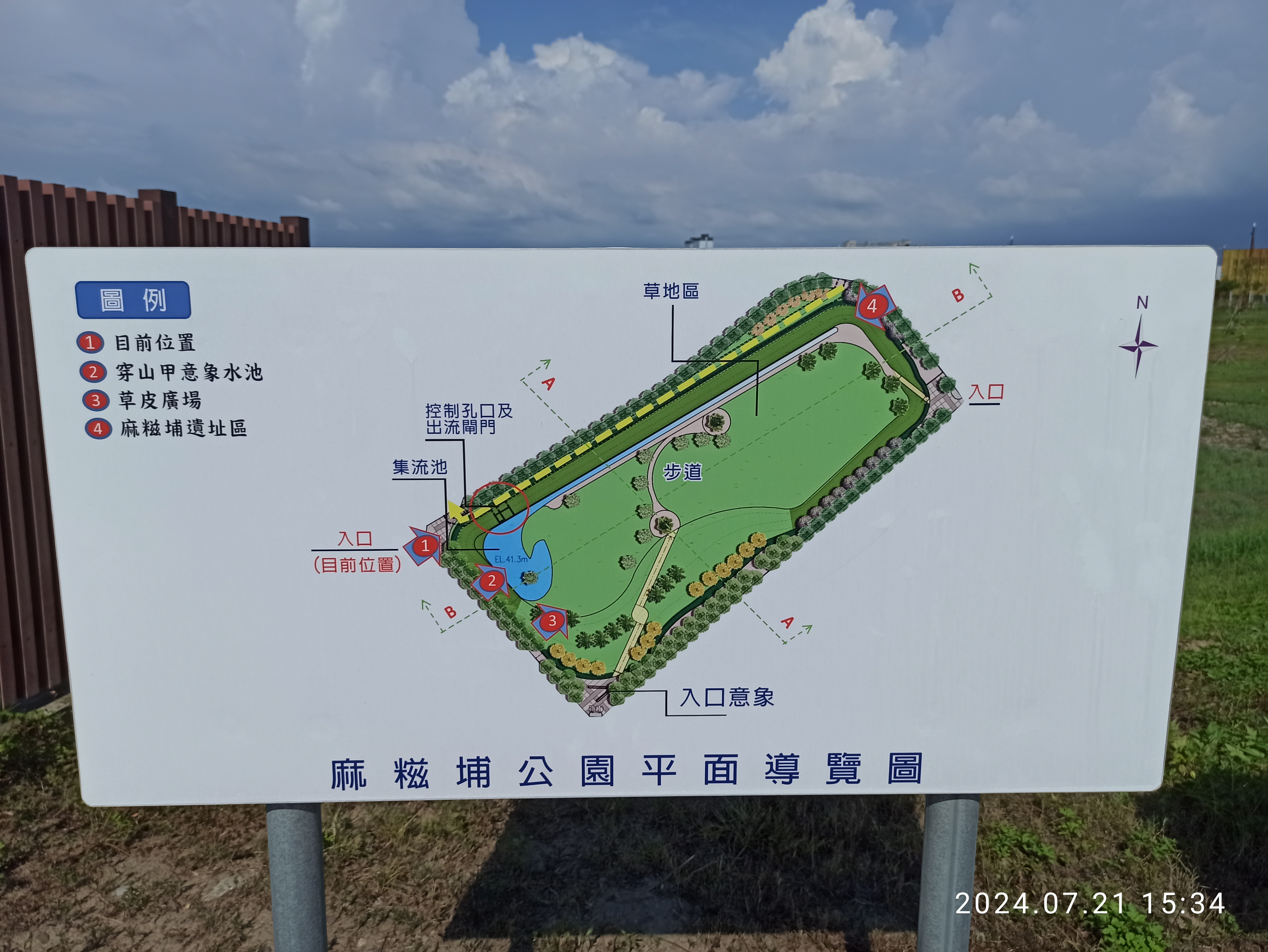
麻糍埔公園平面導覽圖

### 公園[7]
- 公兼滯9滯洪池公園：樂田公園

- 公兼滯10滯洪池公園：九張犁公園[8]

- 公兼滯11滯洪池公園：麻糍埔公園

- 細兒兼滯1滯洪池公園：平順公園[9]
- 細兒兼滯2滯洪池公園
- 文中小兼滯1滯洪池公園

## 交通

### 主要道路
- 快官霧峰線5 南屯一南屯一交流道
- 環中路四段、五段
- 黎明路一段
- 文心南路
- 東興路一段
- 三民西路二段
- 建國路、建國北路一段

### 大眾運輸
- 臺鐵臺中線大慶車站
- 臺中捷運綠線大慶站
- 臺中市公車
  - 26、54、70、70A、73、99、99延、127延、158、356、綠1、綠3、綠3N

## 外部連結
- 臺中市政府
- 臺中市政府地政局